# Proximus Diamond Games 2002
Il Proximus Diamond Games 2002 è stato un torneo di tennis giocato sul sintetico indoor. È stata la 1ª edizione del Proximus Diamond Games, che fa parte della categoria Tier II nell'ambito del WTA Tour 2002. Si è giocato al Sportpaleis di Anversa in Belgio dal 10 al 16 febbraio 2003.

## Campionesse

### Singolare
Venus Williams ha battuto in finale  Justine Henin con il punteggio di 6–3, 5–7, 6–3

### Doppio
Magdalena Maleeva /  Patty Schnyder hanno battuto in finale  Nathalie Dechy /  Meilen Tu con il punteggio di 6–3, 6(3)–7, 6–3